# Benjamin Travis Laney

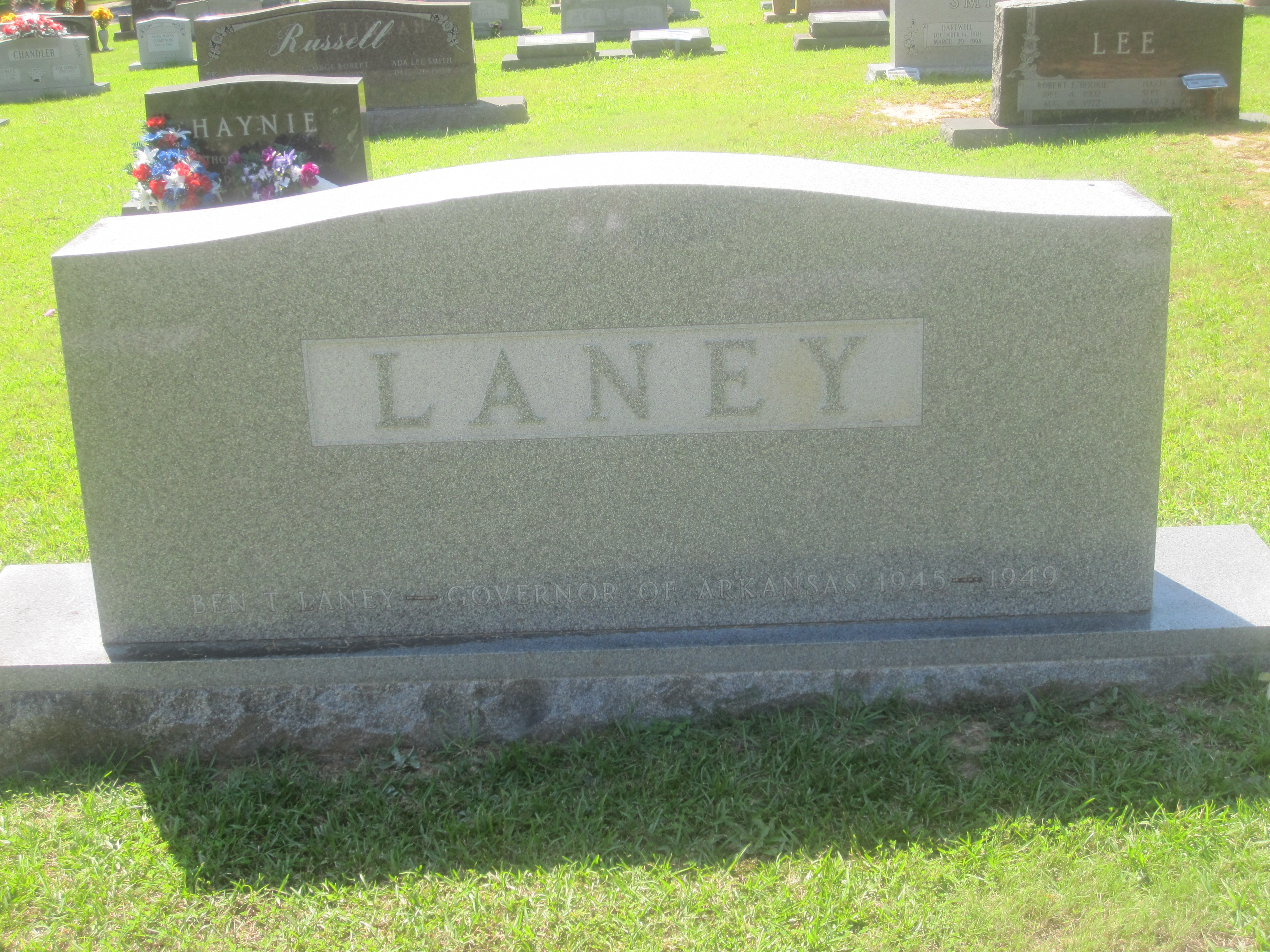
Grab von Benjamin Travis Laney

Benjamin Travis Laney (* 25. November 1896 in Camden, Arkansas; † 21. Januar 1977 in Magnolia, Arkansas) war ein US-amerikanischer Politiker und zwischen 1945 und 1949 Gouverneur von Arkansas.

## Frühe Jahre und politischer Aufstieg
Laney besuchte die öffentlichen Schulen seiner Heimat, ohne jedoch die High School zu beenden. Aufgrund seiner Begabung wurde er im Jahr 1915 in das Hendrix College aufgenommen. Während des Ersten Weltkriegs diente er in der US-Marine. Nach dem Ende des Krieges setzte Laney seine Ausbildung fort. In der Folge besuchte er das Arkansas Teacher College und die University of Utah. Nach dem Ende seiner Ausbildung erwarb er in Conway in Arkansas eine Drogerie und befasste sich mit dem Immobilienhandel sowie anderen geschäftlichen Transaktionen. Als auf der Farm seiner Familie Öl entdeckt wurde, stieg er auch ins Ölgeschäft ein. Laney war Mitglied der Demokratischen Partei. Zwischen 1935 und 1939 war er Bürgermeister seiner Heimatgemeinde Camden. Im Jahr 1944 wurde er von seiner Partei für das Amt des Gouverneurs nominiert und anschließend von den Wählern auch gewählt.

## Gouverneur von Arkansas
Laney trat sein neues Amt am 9. Januar 1945 an. Nach einer Wiederwahl im Jahr 1946 konnte er bis zum 11. Januar 1949 amtieren. In seine Amtszeit fällt das Ende des Zweiten Weltkrieges. Nun musste die Industrieproduktion im Land wieder auf den zivilen Bedarf umgestellt werden und die heimkehrenden Soldaten mussten wieder in die Gesellschaft und das Arbeitsleben eingegliedert werden. Laney förderte den wirtschaftlichen und geschäftlichen Aufstieg seines Landes. Damals wurden auch Umstrukturierungen innerhalb der Verwaltung vorgenommen. So entstand zum Beispiel ein eigenes Ressort für Bodenschätze und Entwicklung. In Little Rock wurde das War Memorial Stadion gebaut und es wurde mit dem Bau einer neuen Dienstwohnung für die Gouverneure von Arkansas begonnen. Erwähnenswert ist auch noch ein neues Steuergesetz, das damals in Kraft gesetzt wurde. Grundsätzlich war Laney ein Anhänger der Rassentrennung, trotzdem wurden in seiner Zeit als Gouverneur die ersten Afro-Amerikanischen Studenten an der University of Arkansas zugelassen.

## Weiterer Lebensweg
Nach dem Ende seiner zweiten Amtszeit plante der Gouverneur eine Amtszeit auszulassen und dann im Jahr 1950 erneut zu kandidieren. Zwischenzeitlich hat er mit einer konservativen Abspaltung der Demokratischen Partei, den so genannten Dixiecrats, geliebäugelt. Diese wollten ihn sogar zu ihrem Präsidentschaftskandidaten für das Jahr 1948 ernennen. Laney änderte aber seine Meinung und trat dieser Partei nicht bei. Deren Spitzenkandidat wurde dann Strom Thurmond aus South Carolina. Die Gouverneurswahl von 1950 verlor er dann auch, womit seine Rückkehr an die Macht in Arkansas gescheitert war. Er beobachtete auch weiterhin das politische Geschehen. Im Jahr 1969 war er Delegierter auf einer Versammlung zur Überarbeitung der Verfassung von Arkansas. Er starb im Januar 1977 an Herzversagen. Benjamin Laney war mit Lucile Kirtley verheiratet, mit der er drei Kinder hatte.